# Propsteikirche Herz Jesu

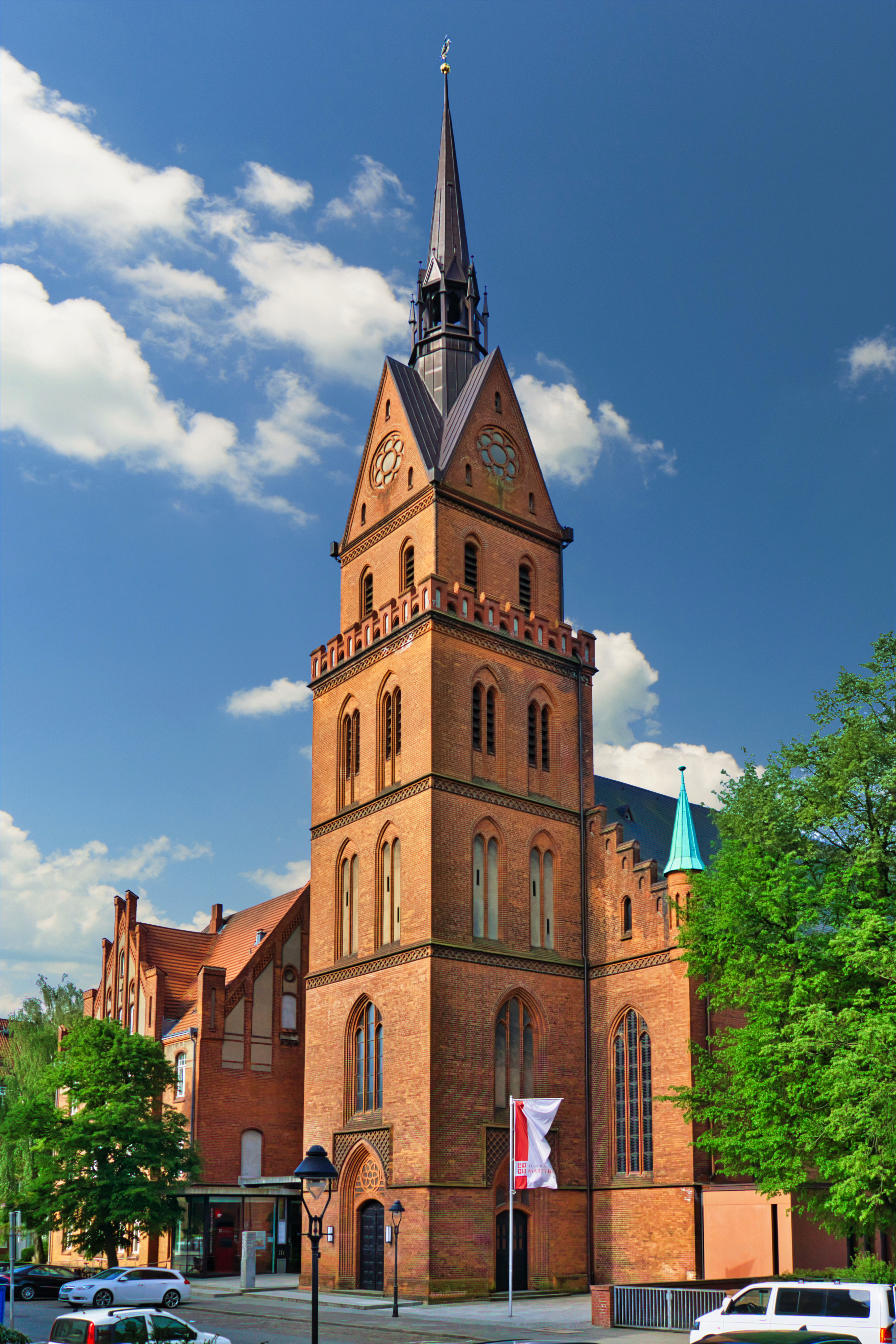
Kirche von Nordosten

Aufnahme um 1900.

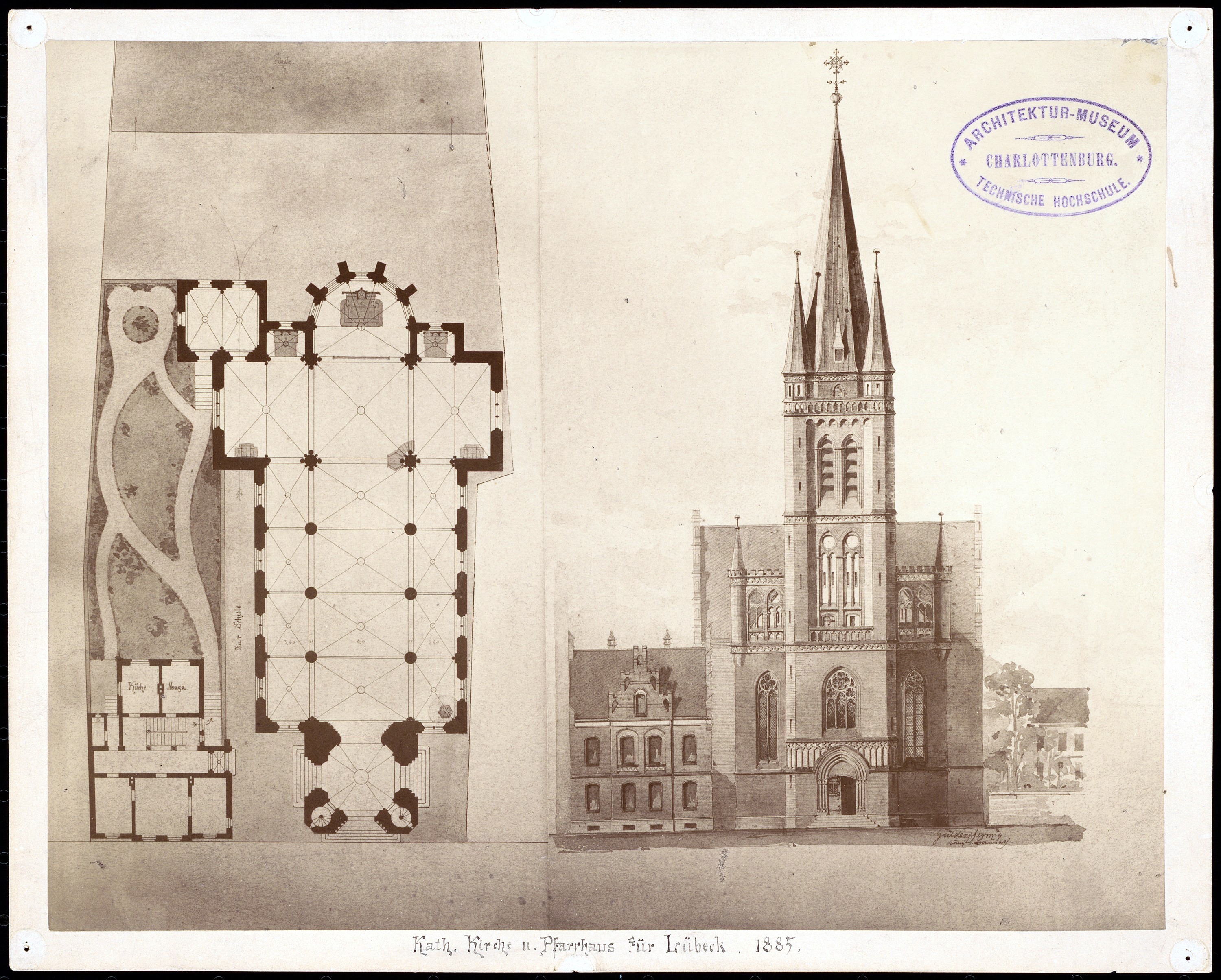
Entwurfszeichnung von Arnold Güldenpfennig

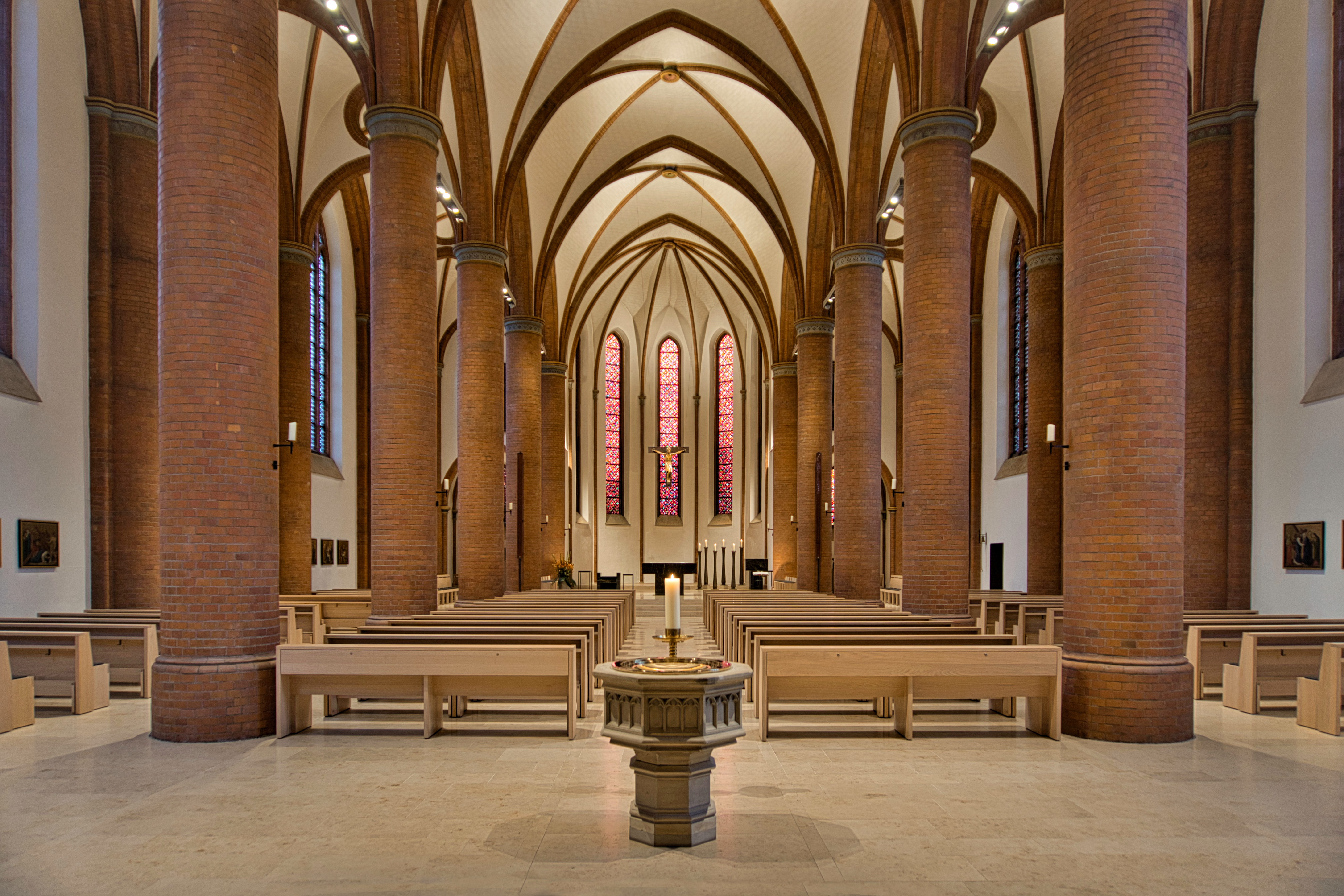
Blick vom Turm nach Westen

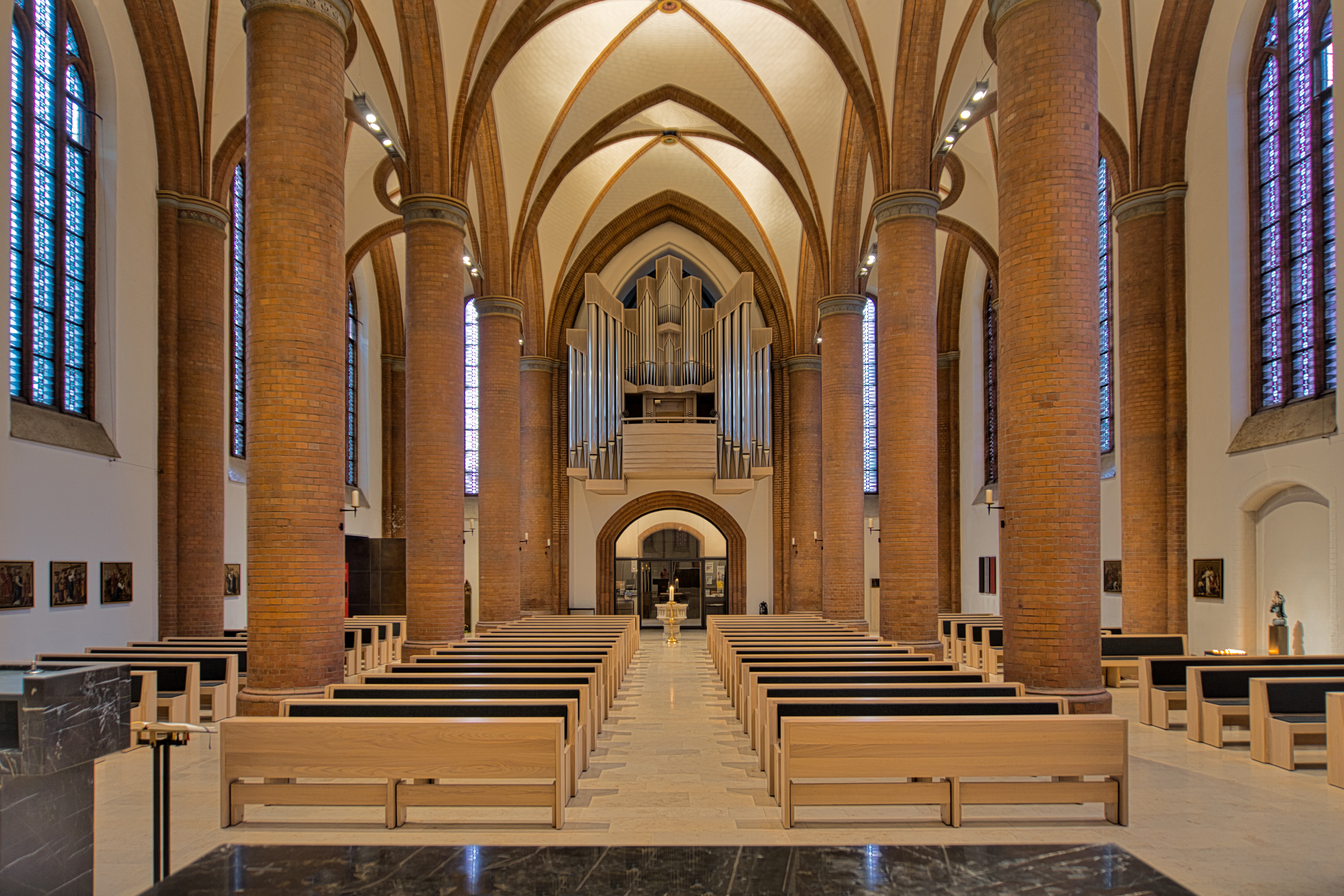
Blick vom Altar nach Osten

Die Propsteikirche Herz Jesu an der Parade ist die römisch-katholische Hauptkirche Lübecks. Sie wurde 1888 bis 1891 nach einem Entwurf des Architekten und Paderborner Diözesanbaumeisters Arnold Güldenpfennig errichtet und am 10. Mai 1891 konsekriert. Das Patrozinium „Heiligstes Herz Jesu“ ist ein Hinweis auf die in der zweiten Hälfte des 19. Jahrhunderts stark anwachsende Herz-Jesu-Verehrung.

## Geschichte

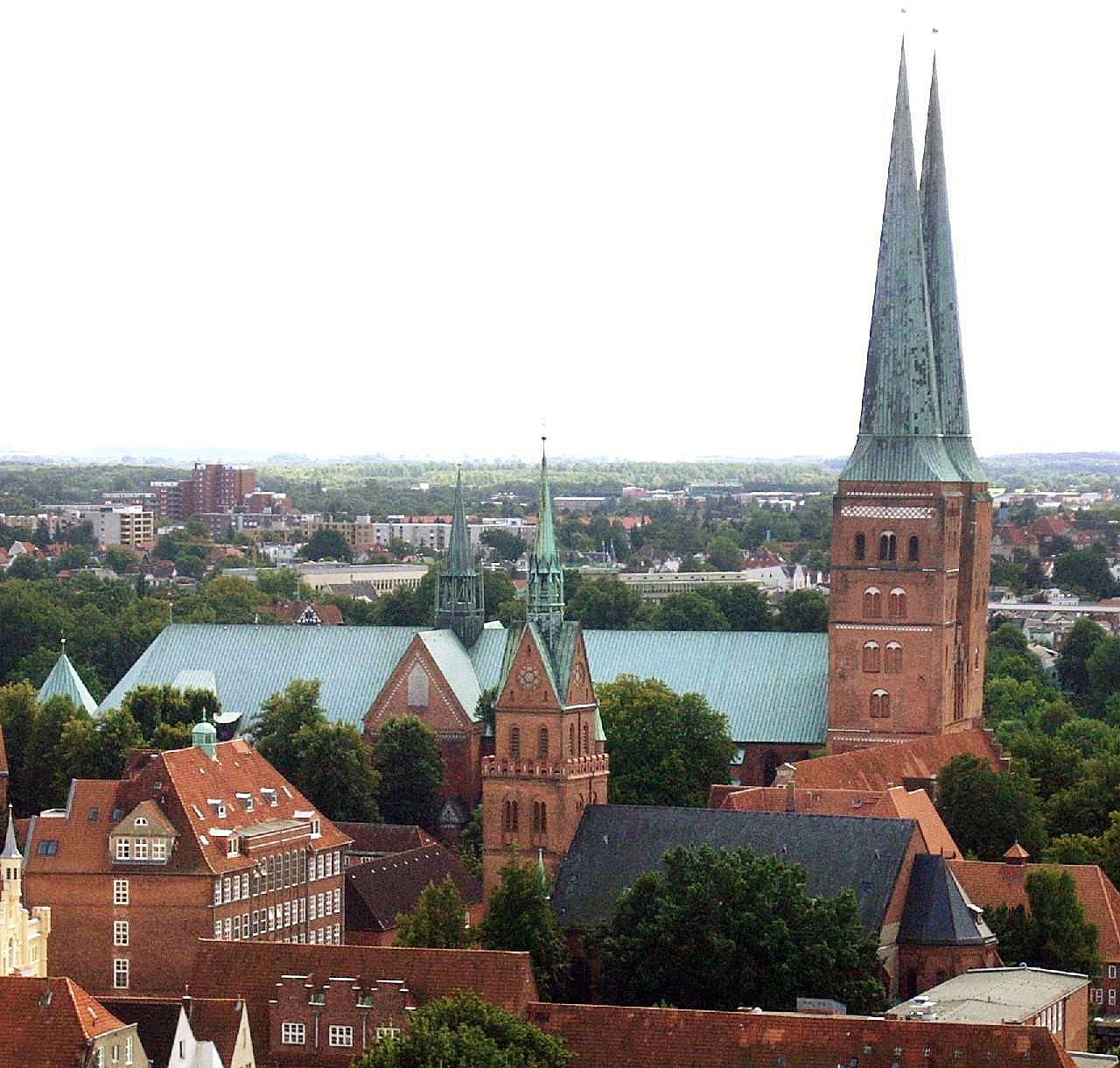
Die Propsteikirche vor dem Lübecker Dom (Blick vom St.-Petri-Turm)

Mit dem Bau dieser Kirche hatten die Lübecker Katholiken nach über 350 Jahren wieder eine Kirche. Seit der Reformation waren öffentliche Messen in der Stadt Lübeck untersagt; doch gab es ein Recht der katholischen Domherren, in ihren Kurien, die nicht der Hoheit der Stadt unterstanden, Messe lesen zu lassen und daran auch ihre Hausgäste teilnehmen zu lassen. Kaiserliche Schutzbriefe bestätigten diese Rechte mehrfach. In der Mitte des 18. Jahrhunderts mietete die katholische Gemeinde vom Domkapitel eine Vikarien-Kurie in der Kapitelstraße 7. Dort wurden die Kapelle, eine kleine Schule und einige Wohnungen für die Geistlichen eingerichtet. Bis 1873 wurde in diesem Gebäude die Heilige Messe gefeiert, ab 1805 ohne Beschränkungen.
Dann erwarb der Kirchenvorstand eine ehemalige Domherrenkurie, nahe dem Lübecker Dom. Dort wurde am 3. August 1888 der Grundstein zu der drei Jahre später vollendeten neugotischen Backstein-Kirche gelegt.  Erster Pfarrer der neuerbauten Kirche war der spätere Weihbischof in Münster Everhard Illigens.
Bis zum Bau weiterer katholischer Kirchen nach dem Zweiten Weltkrieg war die Herz-Jesu-Kirche neben der 1910 erbauten Kirche St. Joseph im Stadtteil Kücknitz die einzige katholische Pfarrkirche für Lübeck und Umgebung; zur Ehre der in der Herz-Jesu-Gemeinde tätigen Märtyrer (s. u.) erhielt sie 1958 den Rang einer Propsteikirche.
2017 wurden sechs Pfarreien zur neuen Pfarrgemeinde Zu den Lübecker Märtyrern zusammengelegt.  Die Pfarrei umfasst Lübeck und Bad Schwartau sowie die politischen Gemeinden von Groß Grönau, Krummesse, Lüdersdorf, Scharbeutz, Stockelsdorf und Timmendorfer Strand. Rund 23 000 Katholiken leben hier auf rund 400 Quadratkilometern.

## Baubeschreibung
Die Herz-Jesu-Kirche ist eine vollständig in Backstein ausgeführte querschifflose Stutzbasilika mit Kreuzgewölben und einen apsidialen Chor mit Fünfachtelschluss. Aufgrund der Grundstückssituation ist die Kirche nicht geostet, sondern der Altar befindet sich im Westen. Östlich dem Kirchenschiff vorgelagert ist ein Turm, der zur Wahrung des von den sieben Türmen der mittelalterlichen Kirchen Lübecks geprägten Stadtbildes nur einen verkürzten, Dachreiter-artigen Turmhelm hat. Sämtliche Form- und die meisten Ziegelsteine wurden in der Ziegelei Legan in Lübeck-Niendorf hergestellt.
Die Kirche hat eine Gesamtlänge von 46,5 m, wovon auf das Schiff 32 m, auf den Chorraum 6,7 m und auf den Turm 7,8 m entfallen. Die Breite des Kirchenschiffes beträgt 18,7 m, während der Turm eine Breite von 7,2 m und der Chor von 9 m aufweist. Die Schlusssteine des Mittelgewölbes sind 14 m über dem Kirchenfußboden, während die Seitenschiffe ca. 1,5 m niedriger bleiben. Die Firstlinie des Daches erreicht eine Höhe von etwa 23 m. Die Höhe des Turmes beträgt bis zum Fußboden der Galerie 27 m, bis zu den Spitzen der Schildgiebel 40 m und bis zum Turmkreuz ca. 60 m.

## Ausstattung
Die Kirche erhielt eine komplette Ausstattung im Stil der Neugotik, die von Spendern ermöglicht und im Wesentlichen vom Bildhauer Heinrich Seling (1843–1912) und Tischlermeister Thiesing in Osnabrück angefertigt wurde. Die Kommunionbank stammte vom Bildhauer und Kunsttischler A. Bücker in Rheda. Der Hochaltar war als Flügelaltar gestaltet. Oberhalb der Leuchterbänke standen geschnitzte Statuen der 12 Apostel, darüber Szenen aus der Passionsgeschichte: Jesus am Ölberg, Geißelung, Dornenkrönung, Kreuztragung (Veronika reicht Jesus das Schweißtuch), oben Jesus am Kreuze mit Maria und Johannes. Der Hochaltar brachte so die fünf Schmerzhaften Geheimnisse des Rosenkranzes zur Darstellung. Unter der Kreuzesgruppe und oberhalb der Expositionsnische befand sich eine Darstellung des segnenden, auf dem Thron seiner himmlischen Herrlichkeit sitzende, von musizierenden Engeln umgebene Christus. Die Außenseite der Flügel zierten ab 1893 zwei gemalte Heiligendarstellungen des Osnabrücker Malers H. Breskamp: St. Nikolaus von Myra und St. Katharina von Alexandrien. Die Chorfenster zierten Glasmalereien der Osnabrücker Werkstatt F. B. Lueg (Th. Beckmann) mit Darstellungen Christi und der Heiligen Ansgar und Vicelin. Im Dezember 1891 erhielt die Kirche eine Kopie des Gnadenbilds Unserer Lieben Frau von der immerwährenden Hilfe. 1894 kam eine neugotische Kanzel hinzu mit Reliefdarstellungen Christi und der vier lateinischen Kirchenväter Gregor der Große, Hieronymus als Kardinal und die Bischöfe Augustinus von Hippo und Ambrosius von Mailand.
1955, und radikaler 1973 im Gefolge der Liturgiereform nach dem Zweiten Vatikanischen Konzil, wurde die Inneneinrichtung verändert und fast alle Teile der neugotischen Ausstattung vernichtet. Ein neuer, freistehender Altar aus Schupbacher Marmor ersetzte den neugotischen Flügelaltar. Darüber hängt seit wenigen Jahren ein bronziertes Gipskreuz von Ernst Barlach (1930),  das zuvor in St. Vicelin hing. Bronze-Versionen dieses Kreuzes befinden sich in der Marburger Elisabethkirche, im Güstrower Dom und in St. Remberti (Bremen).
Eine mittelalterliche Pietà, die heute am östlichen Ende des südlichen Seitenschiffes steht, war schon 1701 im Besitz der katholischen Mission. Im oberen Bereich am Westende der Seitenschiffe hängen zwei Gemälde mit den Heiligen Ignatius von Loyola und Franz Xaver, die ebenfalls noch auf die Zeit der Jesuiten-Mission in Lübeck zurückgehen.
Im südlichen Seitenschiff steht eine nur 70 Zentimeter hohe hölzerne Marienfigur eines unbekannten Künstlers, die im Rahmen der Umbaumaßnahmen in der Sakristei wiederentdeckt wurde.

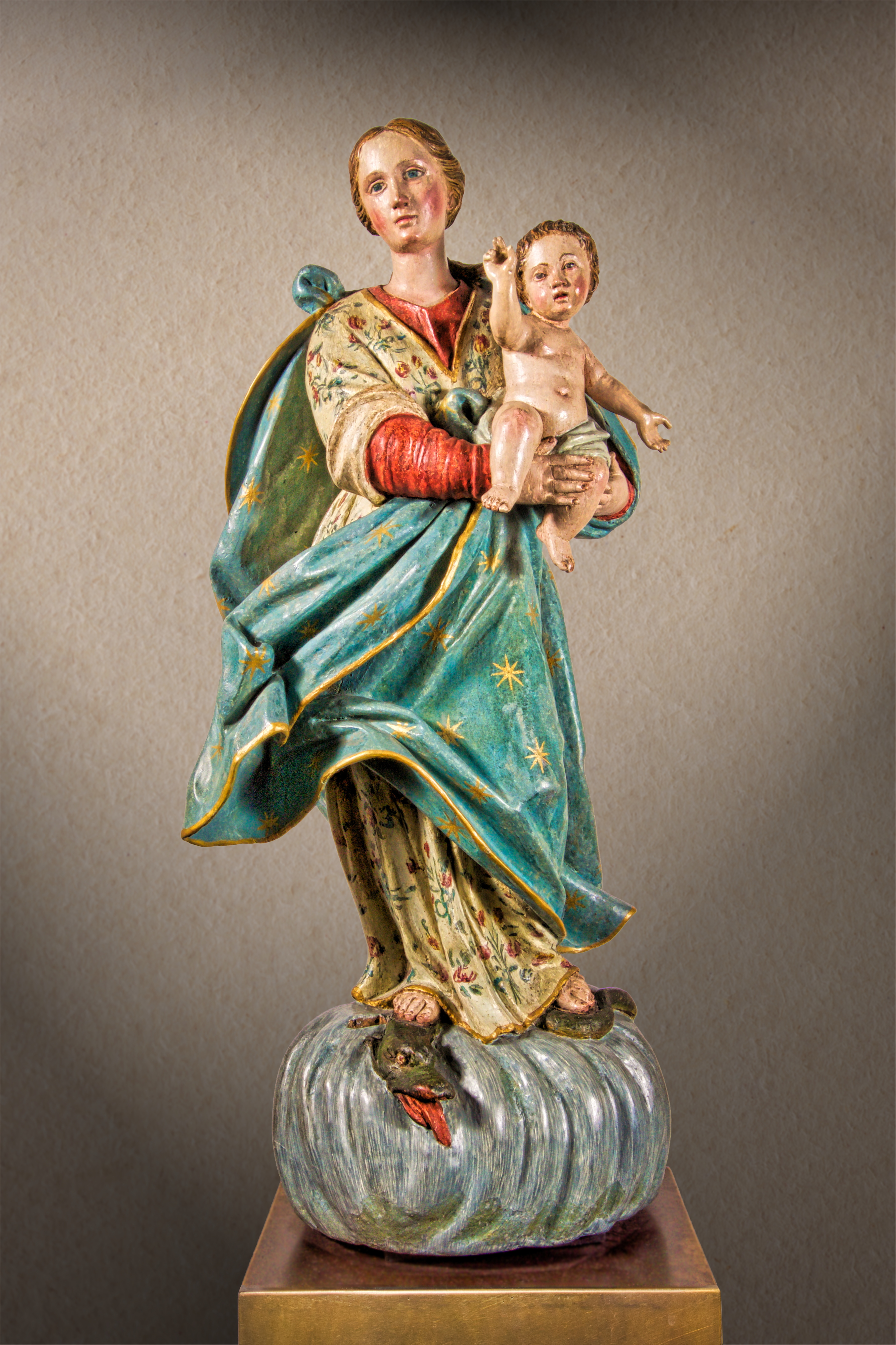
Maria mit Kind
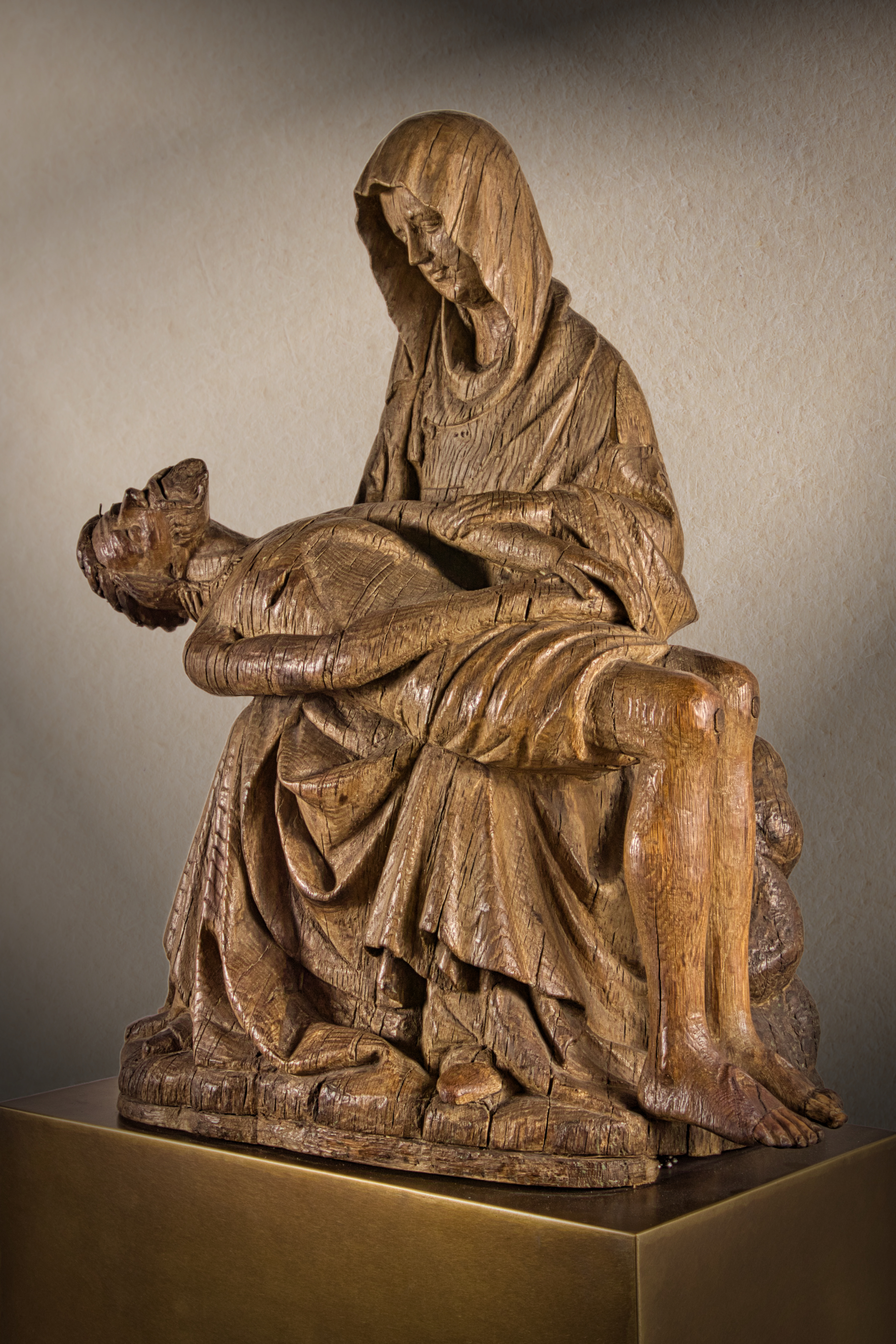
Pietà
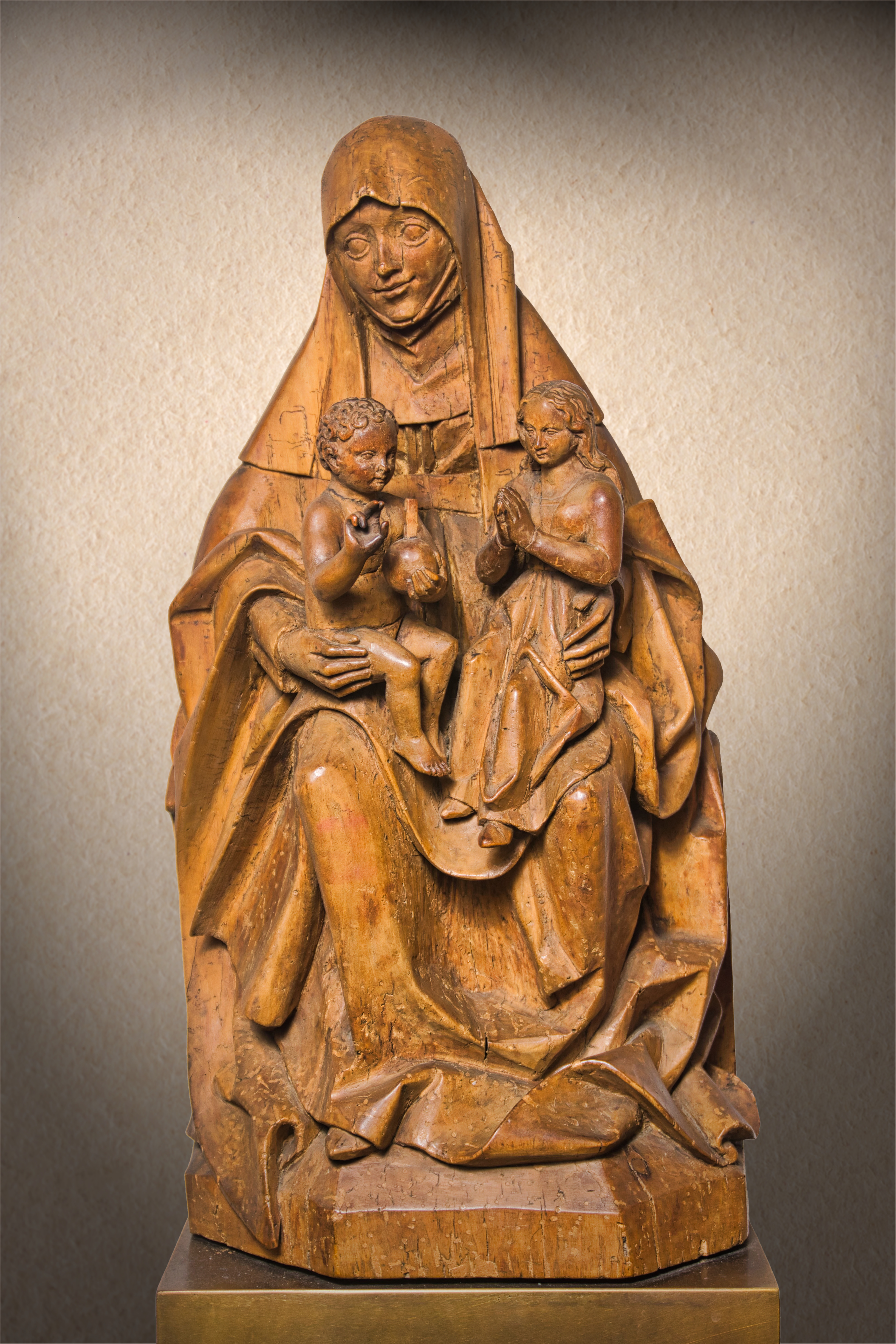
Anna Selbdritt
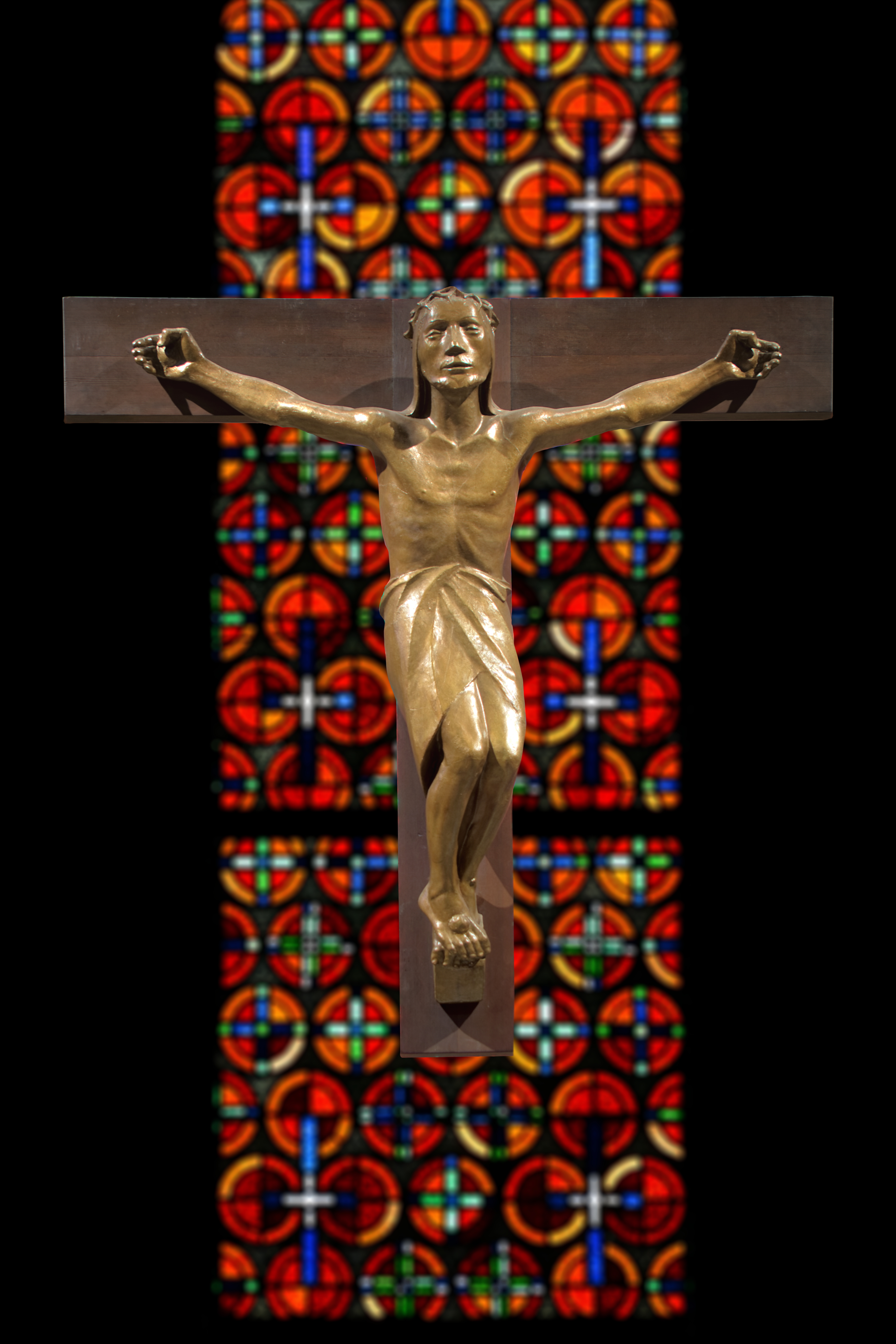
Kreuz von Ernst Barlach (1930)

## Gedenkstätte

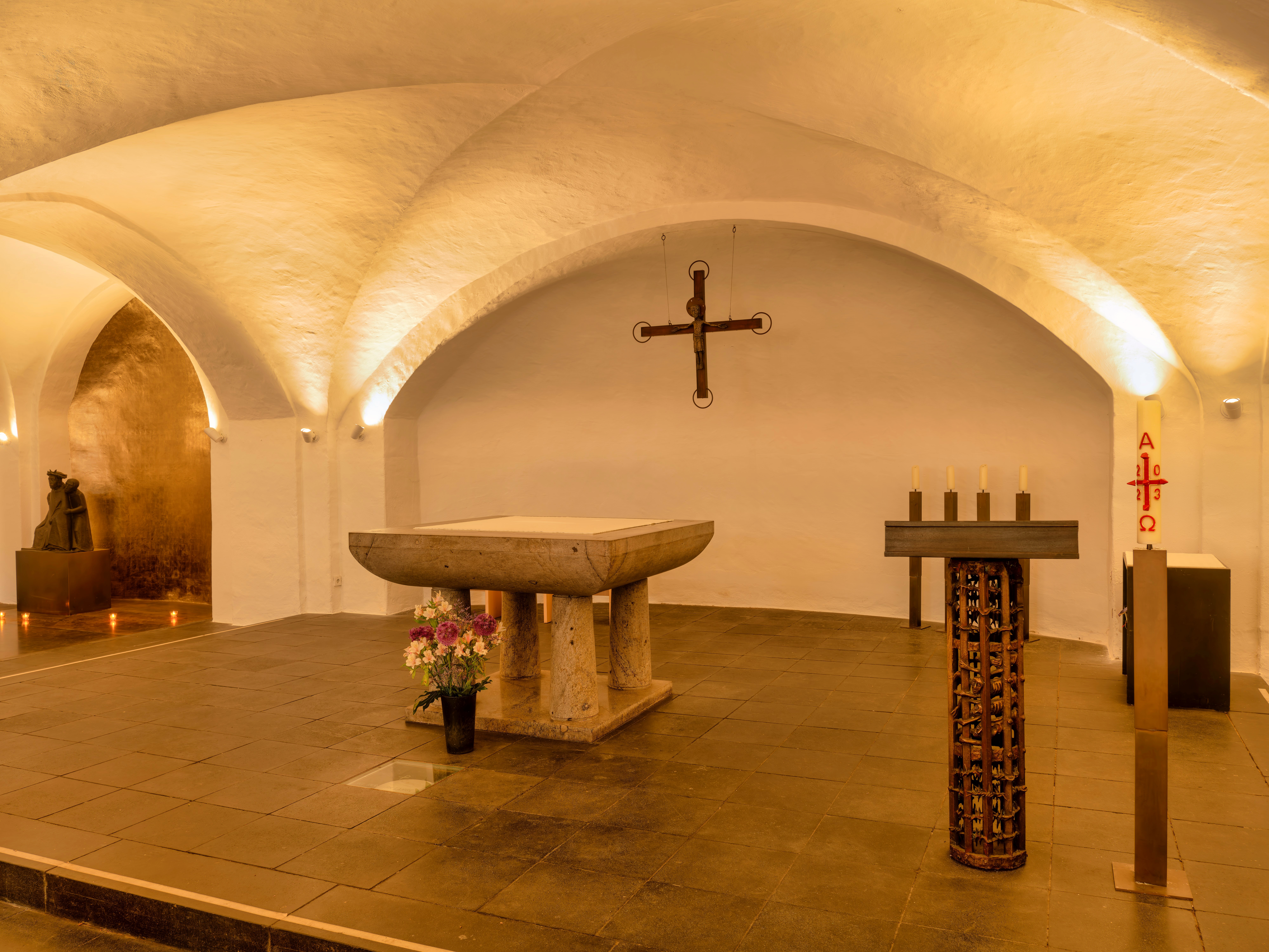
Krypta

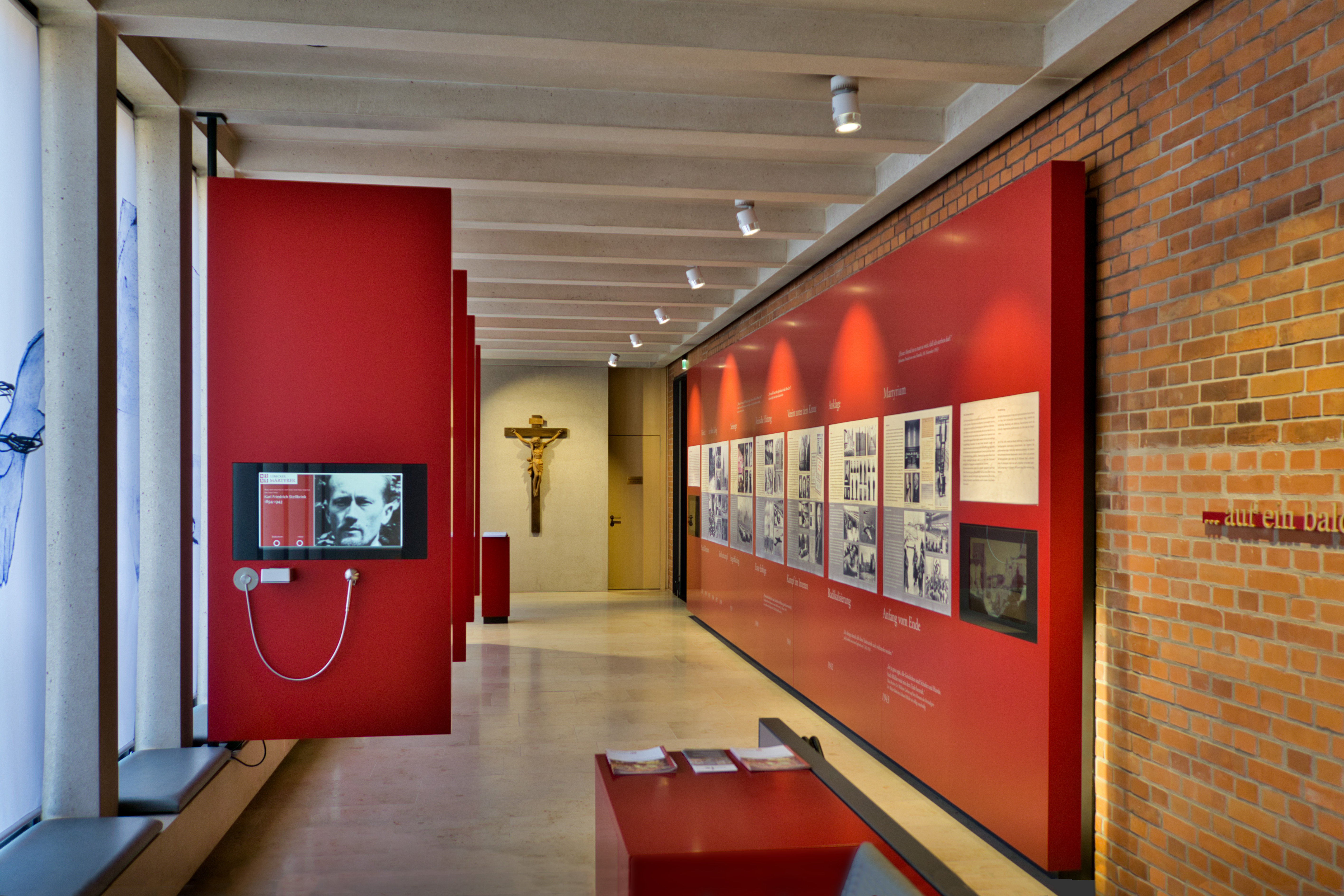
Gedenkstätte für die Lübecker Märtyrer; Durchgang zur Krypta

In der Krypta der Kirche befindet sich seit 1955 eine Gedenkstätte für die Lübecker Märtyrer, die drei an der Herz-Jesu-Kirche tätigen Kapläne Hermann Lange, Eduard Müller und Johannes Prassek sowie den evangelischen Pastor Karl Friedrich Stellbrink, die 1943 gemeinsam hingerichtet wurden.
Ein Zusammenhang besteht zu der Märtyrerin Schwester Magdala Christa Lewandowski, einer Kielerin, die die Gedenkstätte der katholischen Priester in der Lübecker Herz-Jesu-Kirche besucht hatte, aufgrund dieser Erfahrung ihren Beruf als Bankangestellte aufgab und als Missionarin nach Rhodesien, heute Simbabwe, ging. Dort wurde sie am 6. Februar 1977 zusammen mit anderen in Ausübung ihres Glaubens ermordet.

## Sanierung
Vom  21. Mai 2012 bis zur Wiedereinweihung am 23. Juni 2013 wurde der Innenraum der Kirche, der unter Feuchtigkeitsschäden litt, nach Plänen des Architekturbüros Riemann umfassend saniert. Dabei blieb die liturgische Situation von 1973 im Wesentlichen erhalten. Allerdings wurde der Altarraum zum Kirchenschiff hin erweitert; der Tabernakel wurde aus dem Chorraum zugunsten eines versenkbaren Chorpodests in der Apsis in die Westwand des südlichen Seitenschiffs verlegt. Der Taufstein erhielt einen neuen zentraleren Platz im Eingangsbereich des Kirchenschiffs.
Die Märtyergedenkstätte bekam in einem Anbau eine neue Treppe und einen barrierefreien Zugang mit Fahrstuhl sowie Ausstellungsflächen. Ebenfalls im Anbau untergebracht wurden zwei Beichträume.
Die aus Kupfer bestehende Spitze des Turmes musste 2007 wegen Schäden saniert werden, ein Jahr lang war der Turm eingerüstet. 2008 zeigte sich der Turm wieder der Öffentlichkeit mit einem neuen Kupferdach, so wie man es heute kennt.

## Gemeinde
Für lange Jahre war die Pfarrgemeinde der Propsteikirche die einzige Pfarrgemeinde im Großraum Lübeck. Nach und nach entstanden fünf Tochter-Pfarreien. Im Zuge der Umstrukturierung des Erzbistums Hamburg zu Pastoralen Räumen wurden die bisher sechs katholischen Pfarreien mit rund 23.000 Katholiken des ehemaligen Dekanats Lübeck zu einer neuen gemeinsamen Pfarrei verschmolzen. Seit dem 25. Juni 2017 gibt es im Pastoralen Raum Lübeck nur noch eine katholische Pfarrei. Sie trägt den Namen Zu den Lübecker Märtyrern. Pfarrer ist Propst Christoph Giering. Sein Vorgänger Franz Mecklenfeld war von 2006 bis 2016 Propst; er löste Helmut Siepenkort († 18. März 2007) ab, der seit 1990 als Propst in der Pfarrei tätig war.

## Kirchenmusik und Orgeln

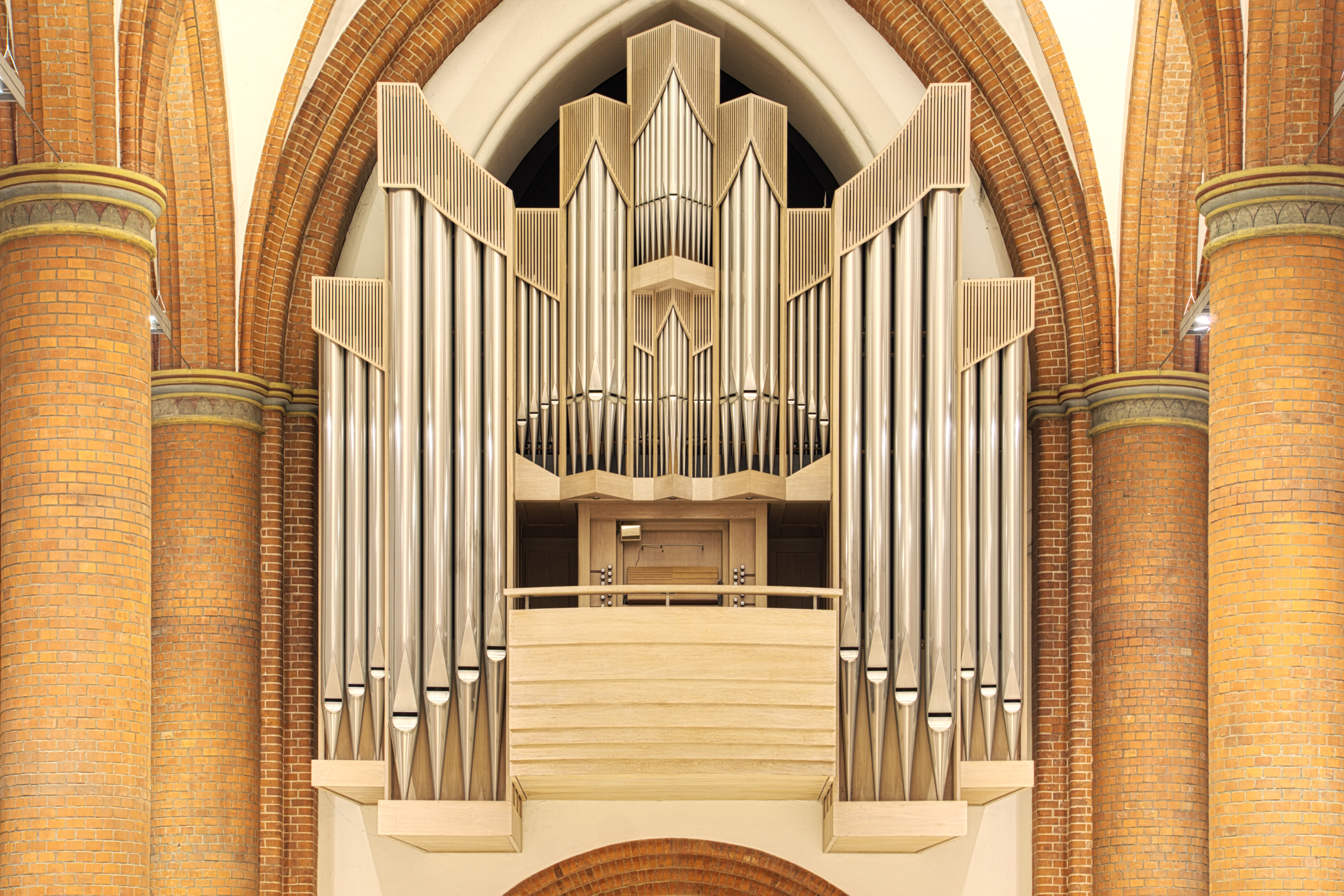
Orgel

Die erste Orgel der Herz-Jesu-Kirche war ein Werk von E. F. Walcker & Cie. und wurde 1894 eingebaut. Sie hatte zwei Manuale und 13 Register und wurde 1941 durch Karl Kemper umgebaut und erweitert. Danach hatte die Orgel 24 Register auf drei Manualen und Pedal bei elektropneumatischer Spiel- und Registertraktur. Sie wurde 1997 abgebaut.
Mit der Einrichtung einer hauptamtlichen A-Kirchenmusikerstelle im Jahr 1992 wurde eine umfangreiche kirchenmusikalische Arbeit an der Propsteikirche Herz Jesu aufgebaut. Der erste Stelleninhaber, Heiner Arden (* 1964), gründete folgende Chöre: 1992 Propsteichor Lübeck, 1993 Kammerchor Cantus Lübeck, 1998 Kinderchor Canzonetta Lübeck. Hinzu treten die „kleine schola“ und die „schola cantorum lübeck“.
Neben einer Truhenorgel der niederländischen Orgelbaufirma Henk Kloop befindet sich in der Propsteikirche eine Orgel der Firma Orgelbau Kuhn (Männedorf, Schweiz) aus dem Jahre 1998.
| I Hauptwerk C–a3 |              |       |
| 1.               | Bourdon      | 16′   |
| 2.               | Principal    | 8′    |
| 3.               | Bourdon      | 8′    |
| 4.               | Flauto dolce | 8′    |
| 5.               | Octave       | 4′    |
| 6.               | Nachthorn    | 4′    |
| 7.               | Quinte       | 2 ⁄3′ |
| 8.               | Superoctave  | 2′    |
| 9.               | Mixtur IV    | 2′    |
| 10.              | Fagott       | 8′    |

| II Solowerk C–a3 |                |       |
| 11.              | Rohrflöte      | 8′    |
| 12.              | Principal      | 4′    |
| 13.              | Cornet III     | 2 ⁄3′ |
| 14.              | Cymbale III-IV | 1 ⁄3′ |
| 15.              | Trompete       | 8′    |
| 16.              | Clairon        | 4′    |
|                  | Tremulant      |       |

| III Schwellwerk C–a3 |                      |    |
| 17.                  | Flûte harmonique     | 8′ |
| 18.                  | Gambe                | 8′ |
| 19.                  | Voix céleste         | 8′ |
| 20.                  | Flûte octaviante     | 4′ |
| 21.                  | Octavin              | 2′ |
| 22.                  | Trompette harmonique | 8′ |
| 23.                  | Basson-Hautbois      | 8′ |
|                      | Tremulant            |    |

| Pedalwerk C–g1 |               |     |
| 24.            | Principalbass | 16′ |
| 25.            | Subbass       | 16′ |
| 26.            | Octavbass     | 8′  |
| 27.            | Violoncello   | 8′  |
| 28.            | Octave        | 4′  |
| 29.            | Bombarde      | 16′ |

- Koppeln: II/I, III/I (auch als Suboktavkoppel), III/II, I/P, II/P, III/P

## Glocken

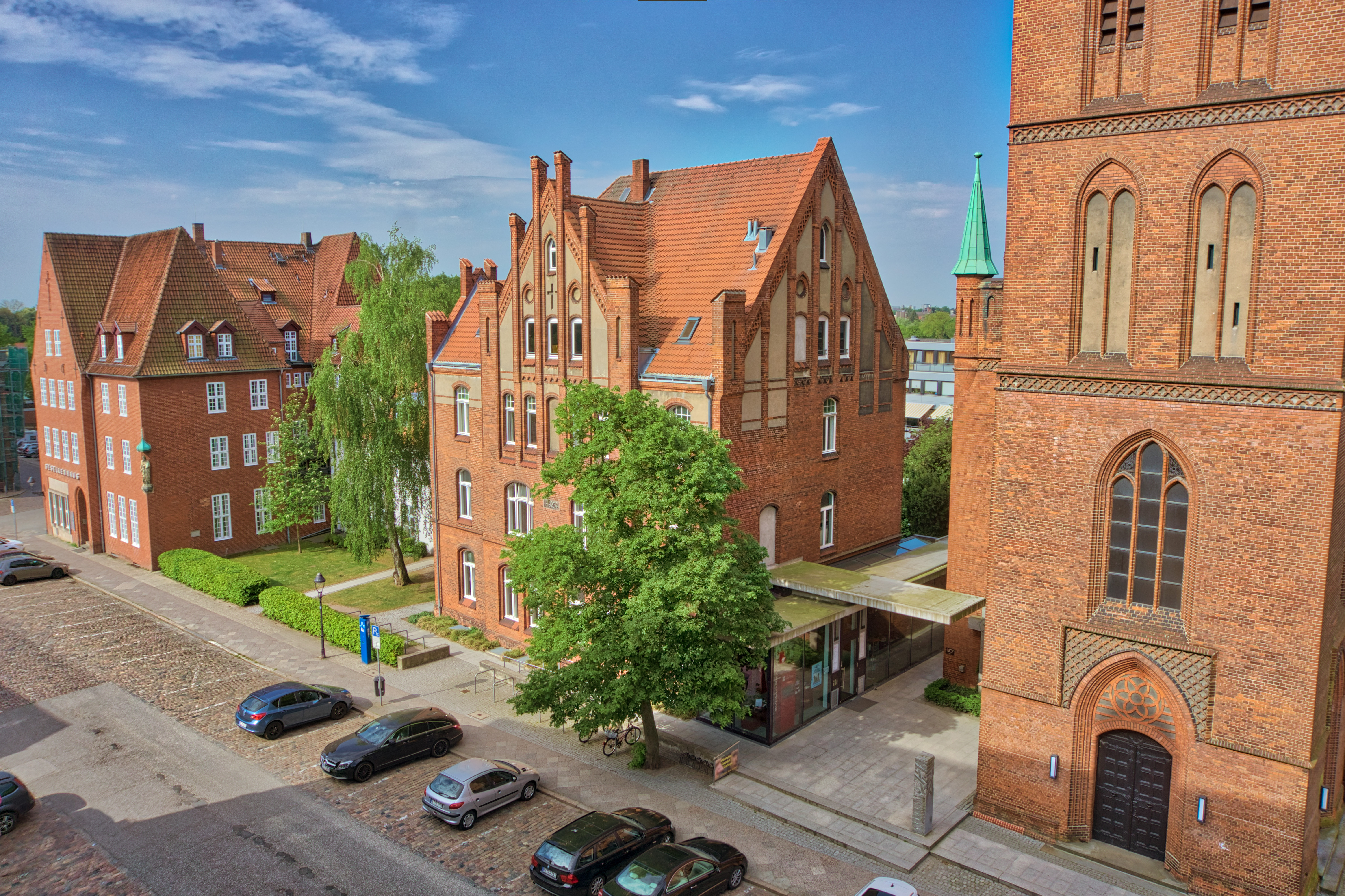
Haus der Begegnung

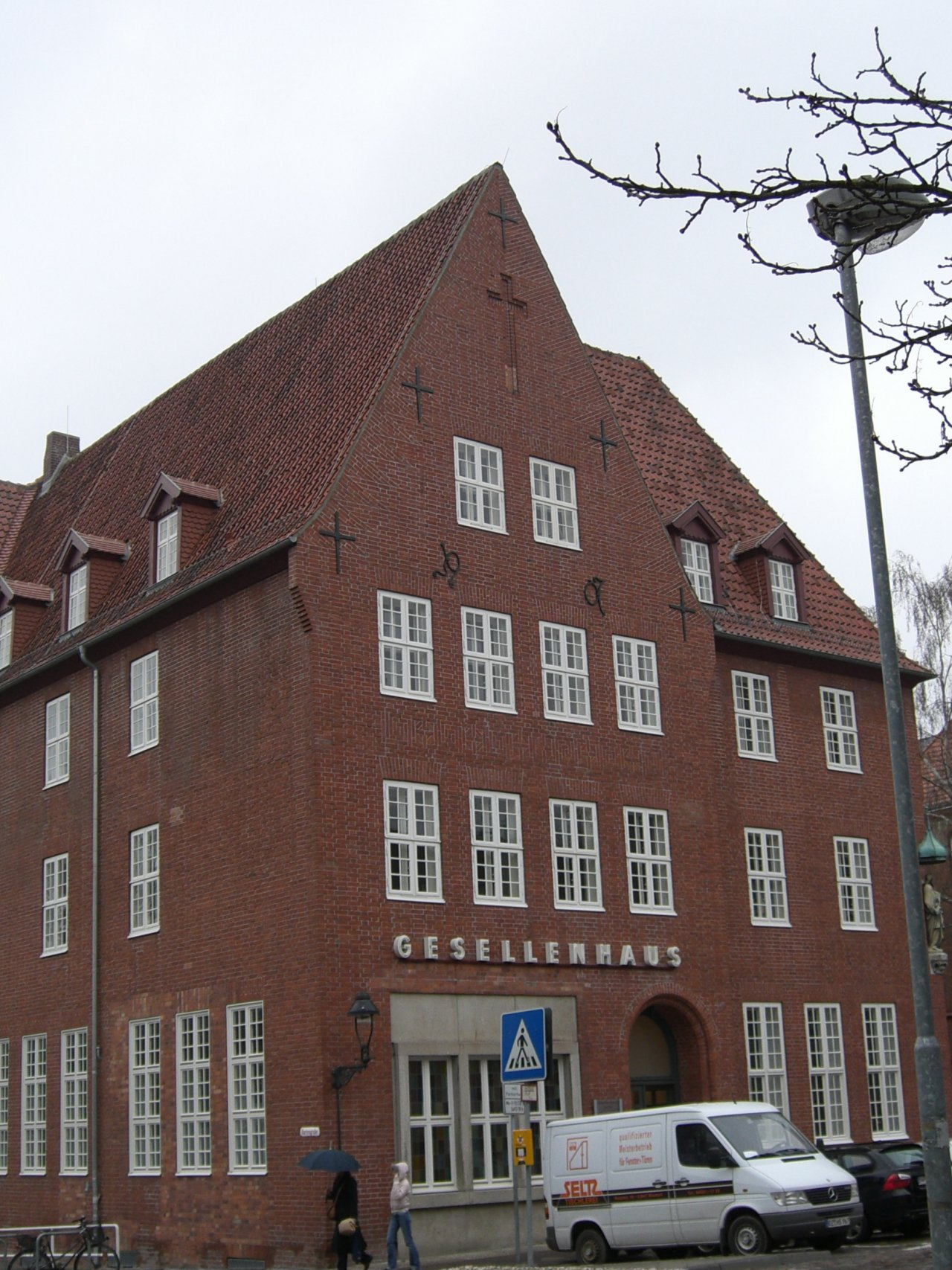
Katholisches Gesellenhaus an der Parade

Nach einem alten Abrechnungs- und Kassenbuch der Glockengießerei Otto aus Hemelingen bei Bremen wurden im Jahr 1898 drei Kirchenglocken aus Bronze für die Lübecker Herz-Jesu-Kirche gegossen. Das Glockengeläut hatte die Tonfolge es‘ – f‘ – g‘ und die Glocken wogen 1545 kg, 1070 kg und 755 kg. Die beiden großen Glocken wurden im Ersten Weltkrieg eingeschmolzen. Bis zum Jahre 2013 blieb die verbliebene kleine Marienglocke die einzige Glocke der Kirche. Im Jahr 2013 wurden durch die Fa. OttoBuer (Neustadt/Holstein) in Zusammenarbeit mit der Glockengießerei Eijsbouts in Asten/NL zwei neue Bronzeglocken gegossen, so dass das Geläut nun aus folgenden Glocken besteht:
- I. Christusglocke / Herz Jesu, Ton d′, Masse 1.500 kg, gegossen 2013. Gießer: Royal Eijsbouts, Asten NL
- II. Märtyrerglocke, Ton e′, Masse 1.200 kg, gegossen 2013. Gießer: Royal Eijsbouts, Asten NL
- III. Marienglocke, Ton g′, Masse 755 kg, gegossen 1898.  Gießer: F. Otto, Hemelingen/Bremen

## Haus der Begegnung
Südlich neben der Kirche befindet sich das ehemalige Wohnhaus für den Pfarrer und die Kapläne. 2005 wurde es nach einem umfangreichen Umbau zu einem Haus der Begegnung, einem Treffpunkt mehrerer kirchlicher, caritativer und sozialer Einrichtungen und kirchlichen Büroräumen.

## Gesellenhaus
Das früher zur Kirche gehörende „Katholische Gesellenhaus“, erbaut durch den Architekten Carl Mühlenpfordt, beherbergt nach einem großen Umbau mehrere Arztpraxen und – als Erweiterung des katholischen Alten- und Pflegeheims „Haus Simeon“ – einen Wohnbereich für zwölf Menschen mit fortschreitender Demenz.